# I’m Beautiful Dammitt!
«I’m Beautiful Dammitt!» (с англ. — «Я прекрасна, чёрт возьми!») — песня, впервые записанная в 1993 году американским электронным дуэтом Uncanny Alliance для альбома The Groove Won’t Bite.

## Версии и ремиксы
- «I’m Beautiful Dammitt!» (Club Vocal) — 7:41
- «I’m Beautiful Dammitt!» (Fierce Dub) — 6:09
- «I’m Beautiful Dammitt!» (Radio Version) — 3:41
- «I’m Beautiful Dammitt!» (Radio Club Mix) — 4:21
- «I’m Beautiful Dammitt!» (DJ EFX’s San Tranzdisko Mix) — 11:35
- «I’m Beautiful Dammitt!» (3rd Floor’s Vox Mix)
- «I’m Beautiful Dammitt!» (Digi Dubb Mix)
- «I’m Beautiful Dammitt!» (Urban Instrumental)
- «I’m Beautiful Dammitt!» (I Got A Job Mix)
- «I’m Beautiful Dammitt!» (3rd Floor Mix)

## Чарты
| Чарт (1994)                         | Пиковая позиция |
| ----------------------------------- | --------------- |
| США (Billboard Dance Club Songs)    | 4               |
| США (Billboard Dance Singles Sales) | 40              |

## Версия Бетт Мидлер
В 1998 году певица Бетт Мидлер записала свою версию для альбома Bathhouse Betty под названием «I’m Beautiful». Песня была выпущена в качестве сингла в конце 1998 — начале 1999 года, на неё было сделано множество ремиксов, из-за чего песня поднялась на первое место в чарте Billboard Dance Club Songs и на восьмое в чарте Dance Singles Sales.

### Версии и ремиксы
- «I’m Beautiful» (Album Version) — 3:55
- «I’m Beautiful» (Danny Tenaglia Continental Club Mix) — 8:24
- «I’m Beautiful» (Victor Calderone Main Vocal Mix) — 7:59
- «I’m Beautiful» (Brinsley Evans Back To The Scene Of The Crime Mix) — 4:20
- «I’m Beautiful» (Danny’s D-Tour Dub) — 9:33
- «I’m Beautiful» (Victor Calderone Dub) — 7:59
- «I’m Beautiful» (Lil' D-Tour Groove) — 4:16
- «I’m Beautiful» (Victor Calderone Drum Dub) — 4:30

### Чарты
| Чарт (1999)                         | Пиковая позиция |
| ----------------------------------- | --------------- |
| США (Billboard Dance Club Songs)    | 1               |
| США (Billboard Dance Singles Sales) | 8               |